# Nyi Ageng Serang
Raden Ajeng Kustiyah Wulaningish Retno Edhi, née en 1752 près de Solo en Indonésie, morte en 1838 à Yogyakarta, plus connue sous le nom de Nyi Ageng Serang, est une combattante indonésienne contre les colonisateurs néerlandais.
À titre posthume, elle est en 1974 officiellement reconnue héroïne nationale de l'Indonésie. Une statue équestre la représente à Yogyakarta.

## Biographie
Nyi Ageng Serang naît en 1752 sous le nom de Raden Ajeng Kustiyah Wulaningish Retno Edhi à Serang à 40 kilomètres au nord de Solo,. Son père est Pangeran Natapraja, également connu sous le nom de Panembahan Serang ; il est un dirigeant de la ville Serang, et le commandant de guerre de Pangeran Mangkubumi. Elle est également une descendante de Sunan Kalijaga. Le nom de Nyi Ageng Serang lui a été donné après que son père a été malade et qu'elle lui succède à son poste.
Nyi Ageng Serang aide son père à lutter contre le gouvernement colonial néerlandais, qui les a attaqués parce que son père continuait à commander des troupes, en violation du traité de Giyanti. Après la bataille, elle est arrêtée et emmenée à Yogyakarta. Ensuite, elle est renvoyée à Serang.
Au début de la guerre de Java en 1825, Nyi Ageng Serang, alors âgée de 73 ans et allongée sur une civière, commande une armée pour aider Pangeran Diponegoro à combattre les Néerlandais. Pendant cette guerre, elle est accompagnée de son gendre, Raden Mas Pak-pak. Elle est également conseillère de guerre. Elle combat dans plusieurs régions, notamment Purwodadi, Demak, Semarang, Juwana, Kudus et Rembang. Elle est également chargée de défendre la région de Prambanan contre les Néerlandais.
L'une de ses stratégies les plus connues est l'utilisation de lumbu, les feuilles de taro vert, pour se camoufler. Son armée a attaché le lumbu à des poteaux pour ressembler à un verger de taro. Elle arrête de se battre au bout de trois ans, mais son gendre continue à se battre. Malgré la lutte en cours contre les Néerlandais, elle reçoit à partir de 1833 une rente de 100 gulden par mois.
Nyi Ageng Serang meurt à Yogyakarta en 1838. Ses restes sont  enterrés à Beku, dans le Kulon Progo, à Yogyakarta.

## Postérité

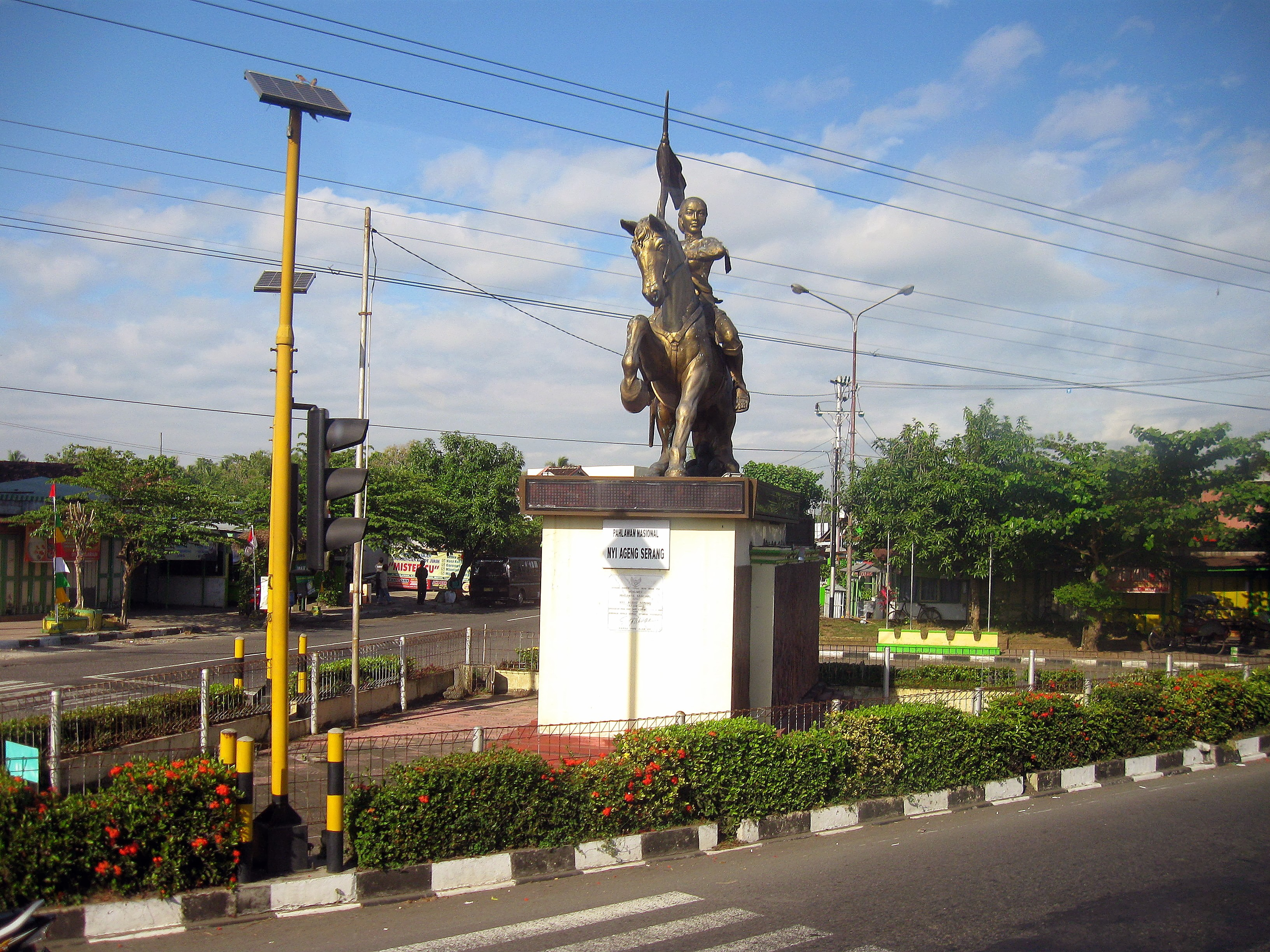
Statue équestre de Nyi Ageng Serang à Yogyakarta.

Nyi Ageng Serang a reçu le titre posthume officiel d'héroïne nationale d'Indonésie par décret présidentiel numéro 084 / TK / 1974 du 13 décembre 1974.
Une statue équestre la représentant est érigée à Yogyakarta.
L'un de ses petits-fils, Raden Mas Soewardi Soerjaningrat, est également un héros national.
Le nom de Nyi Ageng Serang est utilisé pour la construction du bureau de la culture et des musées (Dinas Kebudayaan dan Permuseuman) dans le sud de Jakarta.